# Вилареш (Мурса)
Вилареш (порт. Vilares) — населённый пункт и район в Португалии, входит в округ Вила-Реал. Является составной частью муниципалитета Мурса. По старому административному делению входил в провинцию Траз-уж-Монтиш и Алту-Дору. Входит в экономико-статистический субрегион Алту-Траз-уш-Монтеш, который входит в Северный регион. Население составляет 268 человек на 2001 год. Занимает площадь 14,15 км².